# Ibisate
Ibisate es una localidad del concejo de Real Valle de Laminoria, que está situado en el municipio de Arraya-Maestu, en la provincia de Álava.

## Historia
Hacia mediados del siglo XIX, el lugar, por entonces perteneciente al ayuntamiento de Laminoria, tenía contabilizada una población de veinte habitantes. Aparece descrito en el noveno volumen del Diccionario geográfico-estadístico-histórico de España y sus posesiones de Ultramar de Pascual Madoz con las siguientes palabras:

IBISATE: l. del valle real y ayunt. de Laminoria en la prov. de Alava, part. jud. de Salvatierra (2 leg.), aud. terr. de Burgos (25), c. g. de las Provincias Vascongadas (Vitoria 4 leg.), dióc. de Calahorra (13): sit. en un llano; clima templado; le combaten todos los vientos y se padecen algunas enfermedades agudas y dolores crónicos. Tiene 3 casas; igl. aneja de Arenaza (La Invencion de San Esteban), cuyo cura dice misa todos los dias de precepto, y una fuente dentro de la pobl. para el surtido del vecindario. El térm. confina N. Maestu; E. Roitegui; S. el monte Arboro, O. Arenaza, comprendiendo en su circunferencia varios montes y deh. en buen estado. El terreno es llano y de mala calidad. caminos: locales: el correo se recibe en Vitoria. prod.: toda clase de cereales, aunque en corta cantidad; cria toda especie de ganados, y caza de palomas especialmente. pobl.: 3 vec., 20 alm. riqueza y contr. con su ayunt. (V.)
(Madoz, 1847, p. 371)

En 2022, tenía empadronados cinco habitantes.

## Demografía
| Gráfica de evolución demográfica de Ibisate entre 2000 y 2017 |
|                                                               |
| Población de derecho según los censos de población del INE.   |

## Patrimonio
Hay en el lugar una iglesia de San Esteban.